# Türisalu
Türisalu är en by i nordvästra Estland. Den ligger i Harku kommun och i landskapet Harjumaa, 25 km väster om huvudstaden Tallinn. Türisalu ligger cirka 22 meter över havet och antalet invånare var 606 år 2011. Den ligger utmed Estlands nordkust mot Finska viken vid bukten Lohusalu laht. Kusten är klippig, i synnerhet vid klinten Türisalu pank. 
Närmaste större samhälle är Keila, 13 km söder om Türisalu. Angränsande orter är Vääna-Jõesuu i nordöst, Naage i öst, Adra i söder samt Keila-Joa och Meremõisa i sydväst och på andra sidan gränsen till Lääne-Harju kommun. Omgivningarna runt Türisalu är en mosaik av jordbruksmark och naturlig växtlighet.
Årsmedeltemperaturen i trakten är 3 °C. Den varmaste månaden är juli, då medeltemperaturen är 17 °C, och den kallaste är januari, med −11 °C.